# Резолюция Совета Безопасности ООН 1937
Резолюция Совета Безопасности ООН 1997 была принята 30 августа 2010 года, после столкновения на израильско-ливанской границе в 2010 году, по просьбе правительства Ливана. Резолюция продлила мандат Временных сил ООН в Ливане (ЮНИФИЛ) на последующие двенадцать месяцев — до 31 августа 2011 года — и призвал все стороны уважать «синюю линию».
Резолюция конкретно ссылается на восемь предыдущих резолюций по Ливану: 425 (1978), 426 (1978), 1559 (2004), 1680 (2006), 1701 (2006), 1773 (2007), 1832 (2008) и 1884 (2009).

## Подробности
Совет Безопасности призвал все стороны полностью выполнить резолюцию 1701 и подтвердил приверженность Совета Безопасности в этом отношении. Он выразил обеспокоенность нарушением резолюции 3 августа 2010 года во время пограничного столкновения между вооруженными силами Ливана и Армией обороны Израиля возле израильского кибуца Мисгав-Ам и ливанской деревни Одайсе. Совет подчеркнул полное соблюдение эмбарго на поставки оружия в резолюции 1701 и призвал все стороны уважать «синюю линию» и помочь сделать её четко видимой. Он также напомнил о просьбе ливанского правительства развернуть международные силы для оказания помощи в осуществлении своей власти на всей территории и подтвердил полномочия ЮНИФИЛ предпринимать любые действия, которые они сочтут необходимыми в соответствии со своим мандатом.
Продлив мандат ЮНИФИЛ ещё на один год, Совет высоко оценил работу этих сил в создании новой стратегической обстановки на юге Ливана и их сотрудничество с Ливанскими вооруженными силами. Он приветствовал развёртывание дополнительной бригады ливанских сил на юге и призвал к её дальнейшему развёртыванию в соответствии с резолюцией 1701. Ко всем сторонам был обращён призыв предотвращать военные действия и нарушения «синей линии» и полностью сотрудничать с ЮНИФИЛ и ООН. Выразив сожаление по поводу недавних инцидентов с участием ЮНИФИЛ, Совет призвал все стороны уважать безопасность и свободу передвижения в ходе операции.
Между тем, резолюция призвала заинтересованные стороны сотрудничать с Советом Безопасности и Генеральным секретарем Пан Ги Муном, чтобы добиться прогресса на пути к долгосрочному и постоянному прекращению огня. Он призвал израильское правительство немедленно вывести свои войска из северного Гаджара и подтвердил свой призыв сделать район между «синей линией» и рекой Эль-Литани зоной, свободной от любого вооруженного персонала и оружия, за исключением ЮНИФИЛ и ливанских национальных сил.
Обращаясь к Генеральному секретарю, Совет призвал его продолжать отчитываться о выполнении Резолюции 1701 и приветствовал усилия по реализации его политики абсолютной нетерпимости к сексуальной эксплуатации и насилию.
Наконец, резолюция завершается подчеркиванием важности справедливого и прочного мира на Ближнем Востоке на основе соответствующих резолюций Совета Безопасности, включая 242 (1967), 338 (1973), 1515 (2003) и 1850 (2008).

## Голосование
Резолюция была единогласно принята 15 голосами «за».